# Championnat de Lituanie de football 2005
Navigation
Saison précédente Saison suivante
La saison 2005 du Championnat de Lituanie de football était la 16e édition de la première division lituanienne. Les 10 meilleurs clubs du pays sont regroupés en une poule unique où chaque équipe rencontre quatre fois ses adversaires, deux fois à domicile et deux fois à l'extérieur. Exceptionnellement cette saison, il n'y aura ni relégation, ni promotion de II-Lyga.
Le FBK Kaunas, sextuple champion en titre, est devancé par le FK Ekranas Panevezys, qui termine en tête du championnat cette saison. C'est le 3e titre de champion de Lituanie de son histoire.

## Les 10 clubs participants
| - FK Zalgiris Vilnius - FK Ekranas Panevezys - FK Sūduva Marijampolė - FK Vilnius - FK Siauliai - Promu de D2 | - FBK Kaunas - Atlantas Klaipeda - FK Siluté - FK Vetra Vilnius - FK Nevezis Kedainiai - Promu de D2 |

## Compétition
Le barème de points servant à établir le classement se décompose ainsi :
- Victoire : 3 points
- Match nul : 1 point
- Défaite : 0 point

### Classement
| Rang | Équipe                | Pts | J  | G  | N  | P  | Bp | Bc  | Diff |
| ---- | --------------------- | --- | -- | -- | -- | -- | -- | --- | ---- |
| 1.   | FK Ekranas Panevezys  | 92  | 36 | 29 | 5  | 2  | 87 | 23  | +64  |
| 2.   | FBK Kaunas (T) (C)    | 82  | 36 | 26 | 4  | 6  | 89 | 25  | +64  |
| 3.   | FK Sūduva Marijampolė | 59  | 36 | 16 | 11 | 9  | 67 | 43  | +24  |
| 4.   | Vetra Vilnius         | 57  | 36 | 17 | 6  | 13 | 45 | 45  | 0    |
| 5.   | FK Vilnius            | 47  | 36 | 11 | 14 | 11 | 36 | 29  | +7   |
| 6.   | FK Siluté             | 44  | 36 | 12 | 8  | 16 | 44 | 61  | -17  |
| 7.   | Atlantas Klaipeda     | 41  | 36 | 11 | 8  | 17 | 40 | 52  | -12  |
| 8.   | FK Zalgiris Vilnius   | 41  | 36 | 11 | 8  | 17 | 40 | 52  | -12  |
| 9.   | FK Siauliai (P)       | 29  | 36 | 8  | 11 | 19 | 40 | 61  | -21  |
| 10.  | Nevezis Kedainiai (P) | 28  | 36 | 0  | 5  | 31 | 18 | 115 | -97  |

|  | Qualifié pour la Ligue des champions 2006-2007 |
|  | Qualifié pour la Coupe UEFA 2006-2007          |
|  | Qualifié pour la Coupe Intertoto 2006          |

## Bilan de la saison
| Tableau d'Honneur                   |                      |
| Compétition                         | Vainqueur            |
| Championnat de Lituanie de football | FK Ekranas Panevezys |
| Coupe de Lituanie de football       | FBK Kaunas           |

| Qualifications européennes    |                                  |
| Ligue des champions 2006-2007 | Qualifié                         |
| 1er tour préliminaire         | FK Ekranas Panevezys             |
| Coupe UEFA 2006-2007          | Qualifiés                        |
| 1er tour                      | FBK Kaunas FK Sūduva Marijampolė |
| Coupe Intertoto 2006          | Qualifié                         |
| 1er tour                      | FK Vetra Vilnius                 |

| Promotion et relégation |       |
| Relégué en II Lyga      | Aucun |
| Promus en A Lyga        | Aucun |